# Чинкультік
Чинкультік (ісп. Chincultic) — руїни міста цивілізації мая у штаті Чіапас (Мексика). Назва з мови мая перекладається «Сходження до сеноту».

## Історія
Стародавня назва невідома. Поселення засновано близько 50 року до н. е. Втім воно перетворилося у місто лише на початку раннього класичного періоду — в перші роки IV століття, навколо якого утворилося самостійне царство (назва невідома, емблемний ієрогліф не виявлено). З часом місто й царство перетворилося на регіонального лідера, розквіт припав на VI—IX ст. Місцеві торговці займалися торгівлею шкірами тварин, індиго, бурштином, ваніллю, пір'ям трогонів. Втім історія правлячої династії поки що недостатньо вивчена.
Тимчасовий занепад міста і держави відбувся наприкінці класичного періоду (час кризи інших царств мая). Але вже на початку післякласичного періоду почалося поступове відновлення. Місто на чолі невеличкої держави існувало десь до 1200 року. Після цього відомостей про існування населення Чинкультіка нічого невідомо. Вважається, що місто остаточно залишено близько 1250 року.

## Опис
Розташовано в районі озера Чунухабаб у межах «Національного парку Лагос-де-Монтебельо», де є більш ніж 50 озер, на відстані 55 км від міста Комітан-де-Домінгес.

### Архітектура
Руїни розташовані на схилі крутого пагорба заввишки 1450—1500 м над рівнем моря. Складається з близько 200 великих і малих курганів і десь 300 споруд, які згруповані навколо 6 груп. Основну становить декілька східчастих пірамід та майданчик для гри у м'яч. Останній було висвячено у 591 році. Більша частина будов зазнала значного руйнування, у гарнішому стані знайдено велику піраміду (відома як Споруда 1).
Адміністративно-ритуальний центр становить Групу А (інша назва «Ель-Мірадор»). Міститься на найвищій ділянки пам'ятки. Група складається з 3 частин. Тут знаходиться Акрополь, є ядром третьої частини групи А. Центральну частина займає 3 основи, рештки будов. На схід розташовується ступінчаста пірамідальна основа-платформа.
На північ від центру є Споруда 1. Нижче останньої виявлено 3 святилища. Цікавинкою є сенот, якому дано назву Агуа-Асуль (Блакитна вода). Він розташовується на відстані 50 м нижчі Акрополя.
Група В розташовується на невеличкому пагорбі. Основу становить Велика (Затонула) площа, яка тягнеться 58 м з півночі на південь і 54,22 м зі сходу на захід. Навколо неї є Споруди 16, 16А, 16В і 17, які мають культове значення. З півночі стоять Споруди 13, 14 і 15 в середньому 6,5 м заввишки. Важливе значення церемоніального характеру мала Споруда 18.
У південній частині міста розташовано будови Групи С. Саме тут розкопано майданчик для гри у м'яч, що має форму двох поєднаних між собою «Т». На вершині пагорба є велика платформа. Навколо неї знайдено рештки будов.
На південний захід від Групи В є Група D. Тут є рештки сільськогосподарських терас та підземна частина піраміди, від якої нічого не залишилося. Більш за все збереглася платформа, яка складається з прямокутних блоків розміром 1,6—2,26 м завдовжки і від 0,38—0,47 м завширшки.

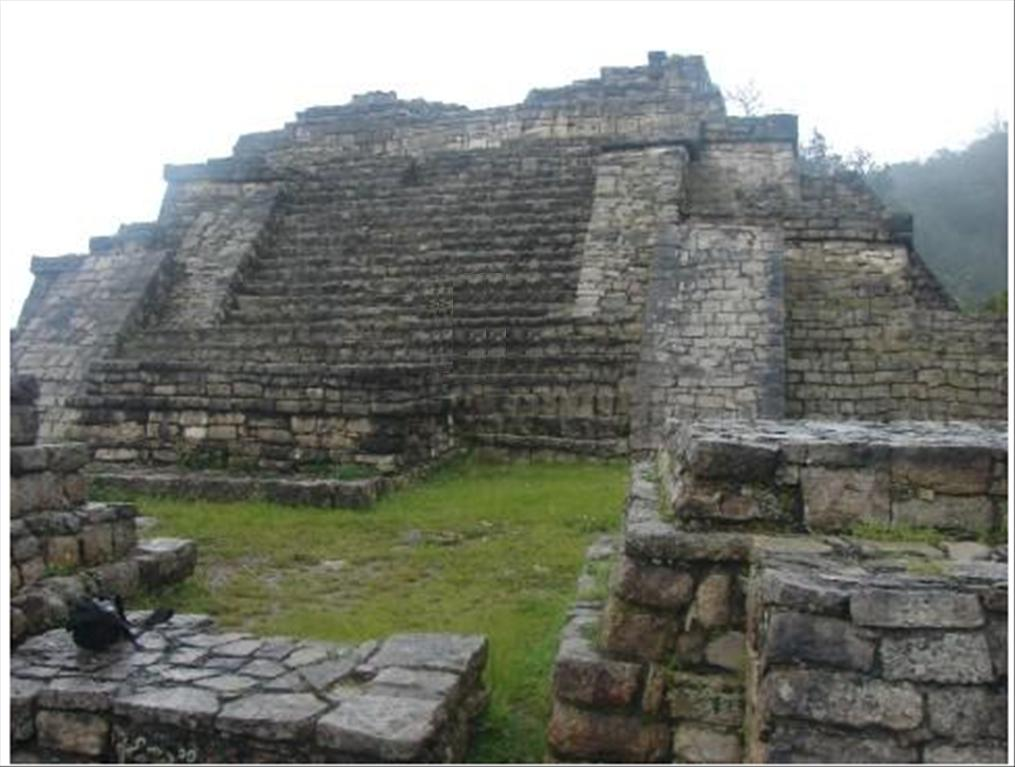
Споруда 1
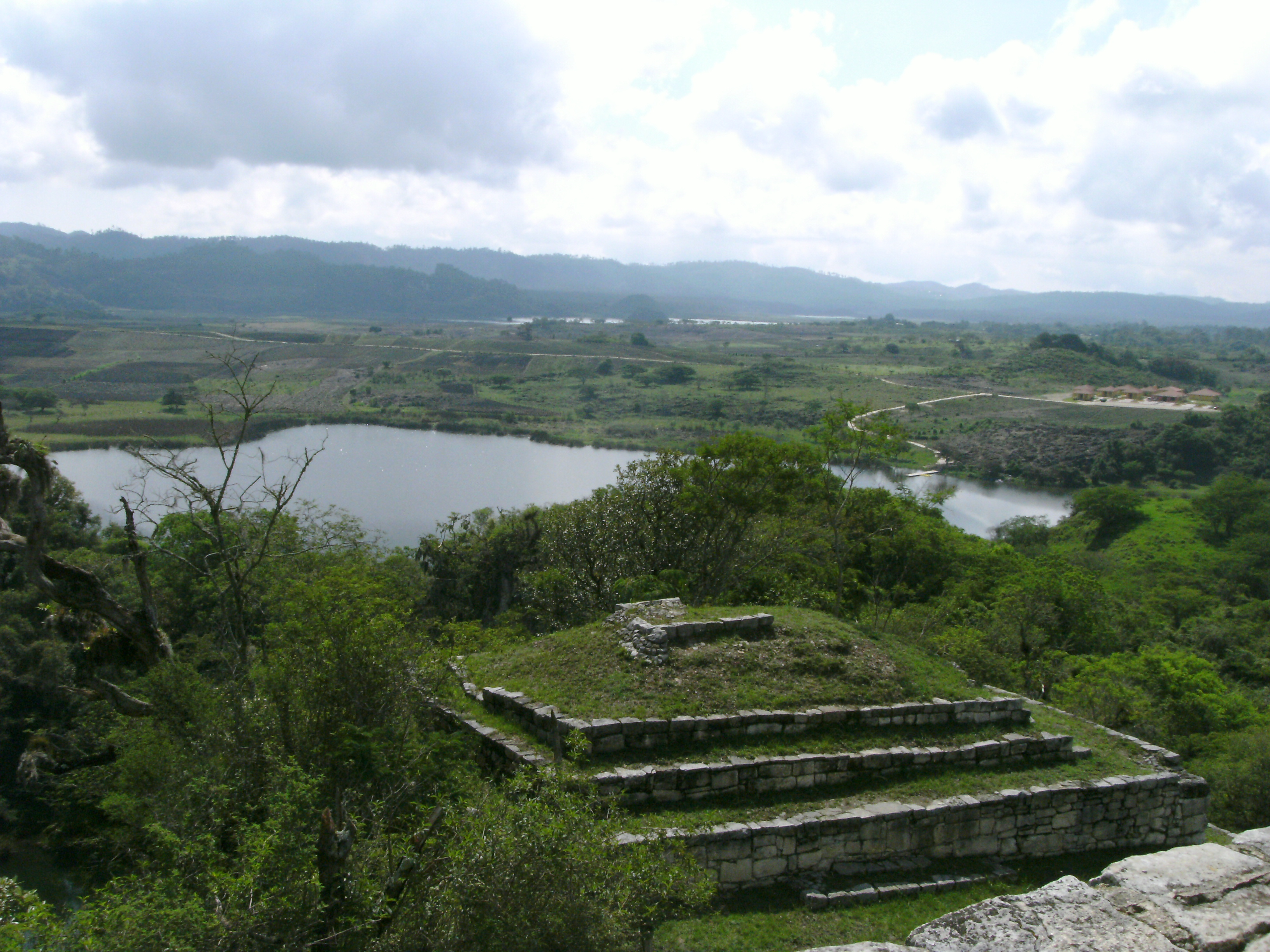
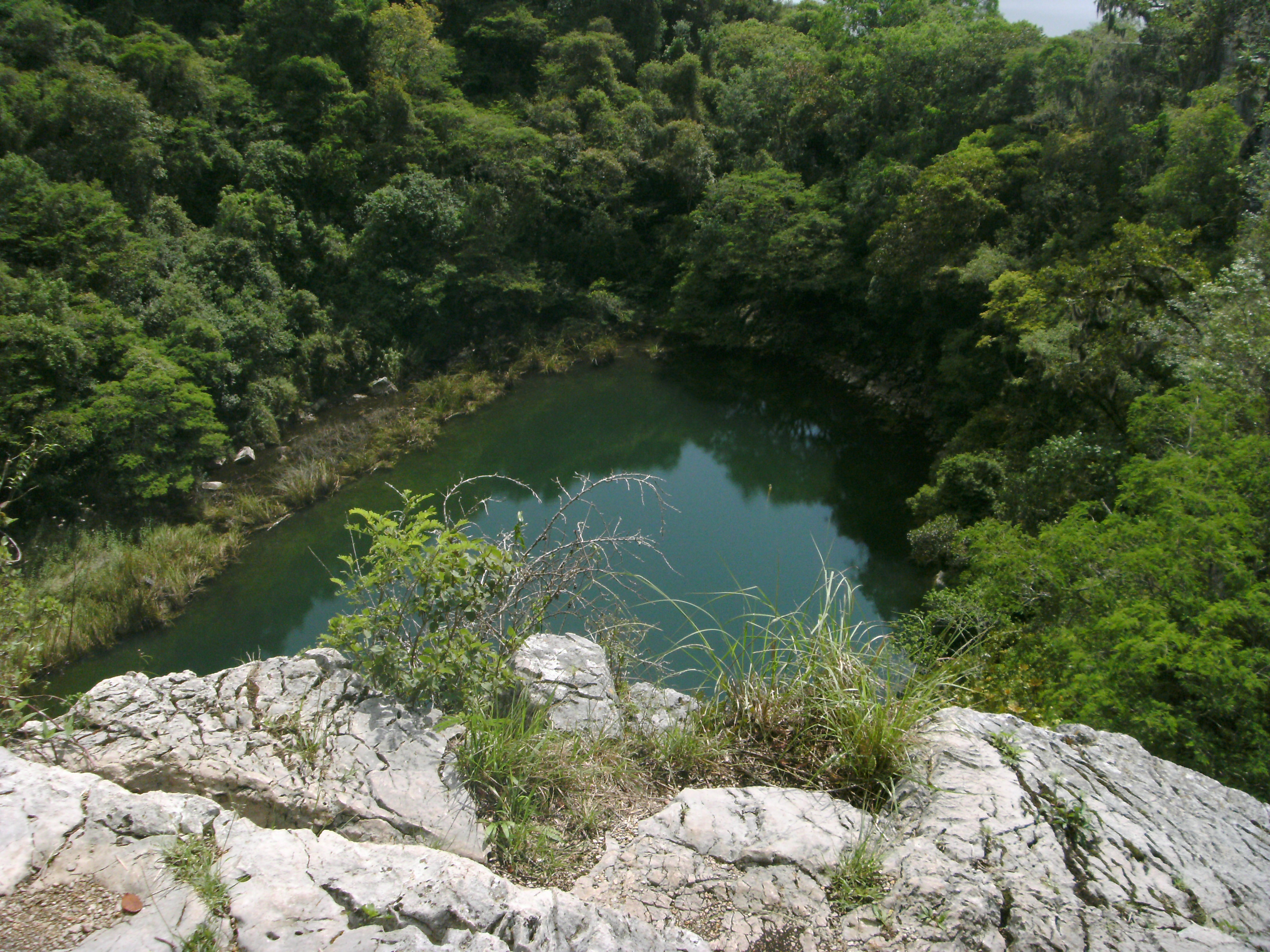
Сенот

### Скульптура
Знайдено стели, що датуються періодом від 591 до 897 року. Стели 4 і 8 мають династичний характер, мають зображення ахавів. Найбільшою є стела 8 заввишки 3,81 м. Також знайдено частини стел, що відносяться до періоду з 50 року до н. е. до 350 року н. е. Біля Споруди 1 розкопано 4 вівтаря.
Інтерес становить диск 590 року, на якому зображено гравця у м'яч. Був одним з маркерів майданчику для гри у м'яч. Його створено з вапняку діаметром 13 см, заввишки 56 см.

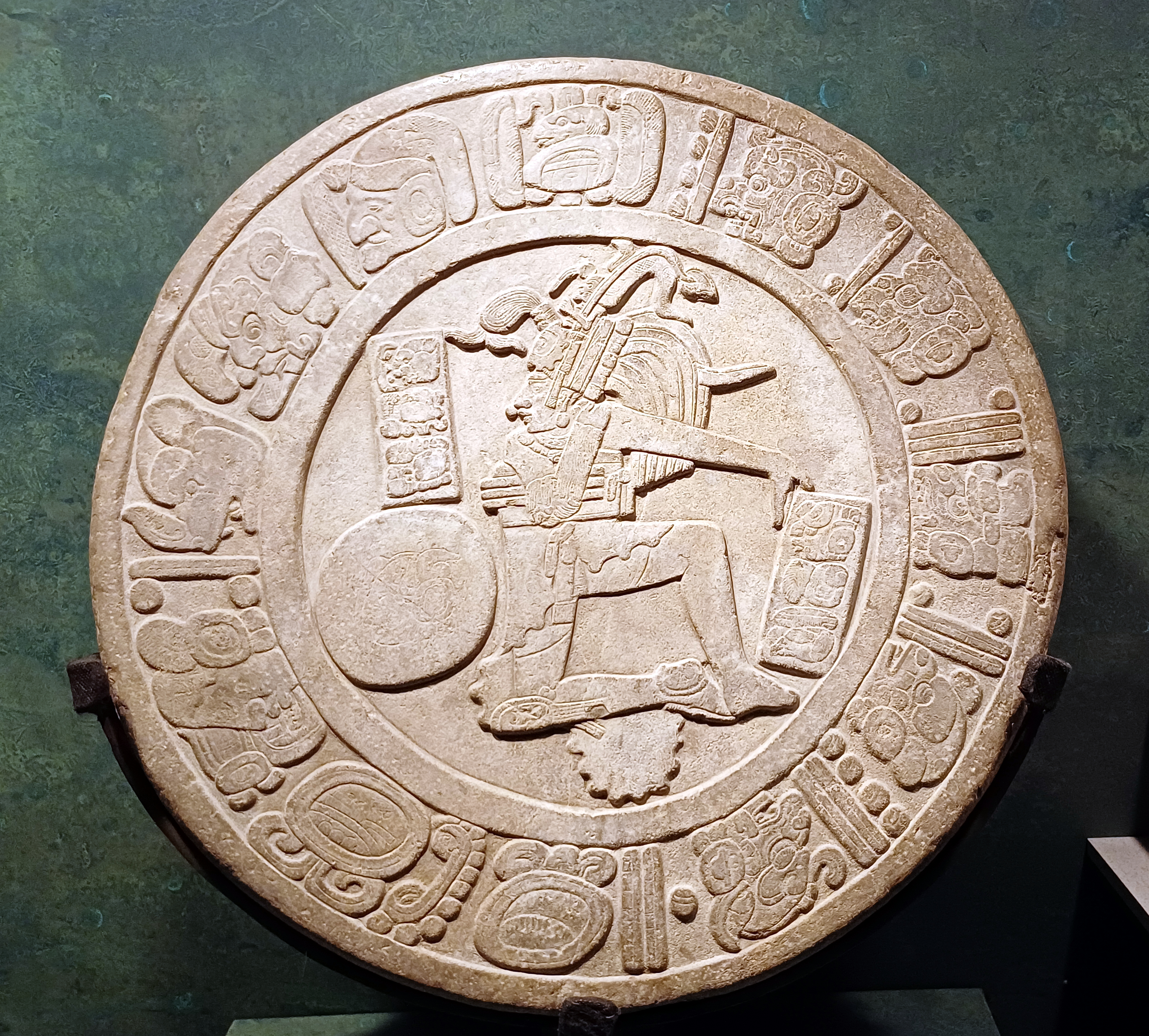
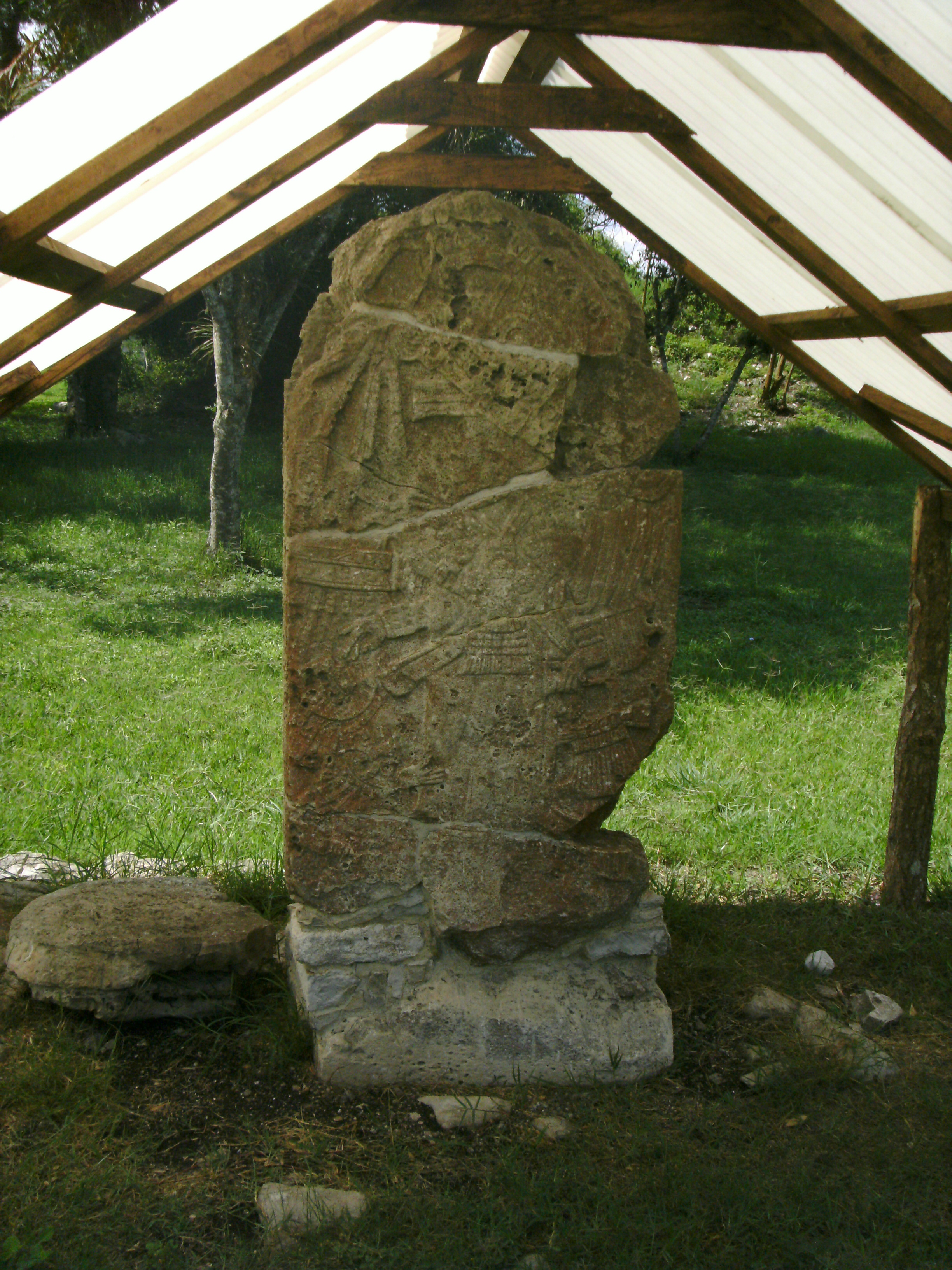
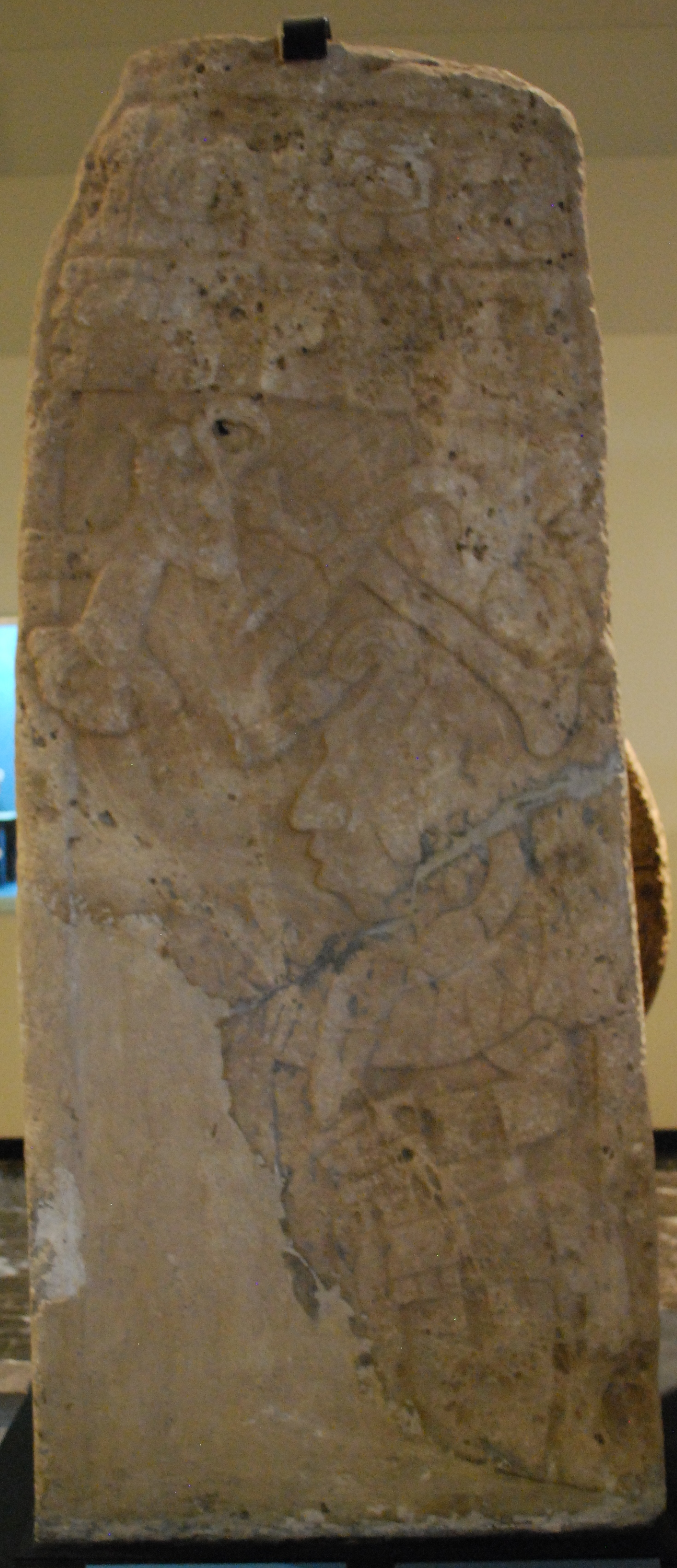

## Історія досліджень
Виявлено наприкінці XIX ст. Едуардом Селером, який здійснив перший опис цієї пам'ятки. У 1925 році експедиція центральноамериканського відділу Тулейнського університету (США) на чолі із Ф. Бломом й О. Лафаржем. У 1926 році розкопки здійснювали археологи на чолі з Енріке Хуаном Паласіосом. У 1928 році Ф. Блом й О. Лафарж вдруге проводили розкопки серед руїн.
У 1966 році дослідження проводили фахівці Громадської музею Мілвокі (США) на чолі із Стефаном де Боргеї. З 1970 року роботи велися під егідою Національного інституту антропології й історії Мексики.